# Манастир Глоговац
Манастир Глоговац је средњовековни манастир Српске православне цркве, припада Епархији бихаћко-петровачкој. Посвећен је Светом великомученику Георгију. У манастиру се одржава Јањски сабор.

## Положај
Налази се у Јању, у кањону рјечице Глоговац међу брдима планине Горице, око 15 km јужно од Шипова, у Републици Српској. Најближа насељена мјеста су Бабин До (2 km), Бабићи (4 km) и Чуклић (6 km). Припада епархији Бихаћко-Петровачкој.

## Прошлост
Настао је у вријеме владавине краљева Драгутина и Милутина у првој половини 14. вијека. Подигнут је подно старог града Шрп. У својој историји више пута је рушен и обнављан. Једном су га срушили Турци, а други пут у Другом свјетском рату су га запалиле усташе. Османлије су манастир разрушиле 1463. а игумана Јоаникија набили на колац. Прва обнова манастира је почела 1866. а завршена 1869, када га је освештао митрополит Дионисије Илијевић. Тадашњи везир Омер-паша Латас, потурчени Србин (Михаило), не очекујући да ће обнова бити одобрена, љутио се због добијене дозволе за обнову свете обитељи, која је стигла из Цариграда. Наредио је да манастир може бити подигнут на таквом мјесту одакле се неће чути црквена звона, а да светиња не буде већа од крзна воловске коже. Према предању, мјештани су се досјетили и од воловске коже направили канап (опуту), добијајући тиме на дужини темеља цркве. Црква је подигнута од ваганског камена у истој клисури мале ријеке Глоговац, гдје је некада постојао стари средњовјековни манастир. Претрпио је оштећења током српског устанка (1875—1877). Друга обнова манастира је извршена након аустроугарске окупације између 1890. и 1892. Тада је око манастира подигнуто насеље које је постало управни центар Јањске висоравни. Почетком Другог свјетског рата, усташе су 1941. запалиле насеље и манастирски комплекс. На празник Покрова пресвете Богородице 14. октобра 1942, усташе су запалиле и манастирску цркву. По завршетку Другог свјетског рата, комунистичке власти су уништиле остатке насеља и забраниле обнову манастира. Забрана је трајала до шездесетих година 20. вијека, када је дозвољено обнављање манастирске цркве. Обнова цркве је завршена у јесен 1966. Одлуком Светог архијерејског сабора Српске православне цркве, манастир је 1990. ушао у састав новоосноване Епархије бихаћко-петровачке. Патријарх српски Павле је манастир освештао 1991. и том приликом је новоизабраног епископа бихаћко-петровачког Хризостома Јевића произвео у чин архимандрита манастира Глоговац. Патријарх српски Павле је манастир посјетио четири пута, 1991, 1998, 1999. и 2005. Обнављан је и 2001. године. Манастир је тренутно без монашког братства.

## Садашњост
Црква је обновљена 1965. године а обнова манастира је извршена у периоду од 1999. до 2005. године, када је изграђен и конак. Радови на уређењу манастирског комплекса још увијек трају. Код манастира Глоговац одржава се традиционална духовна и културна манифестација „Јањски сабор“, прве недјеље послије Духова. Манастирска црква је посвећена Светом великомученику Георгију.

## Јањски сабор
Културна манифестација Јањски сабор се одржава у манастиру Глоговац из времена Краљевине Југославије. Јањски сабор се одржава једном годишње у недељу за црквени празник Свих светих. Ово је највећи вјерски сабор у овом дијелу Републике Српске. Обнављању ове традиционалне манифестације је 1991. године присуствовао Патријарх српски Павле.